# 木村光宏
木村 光宏（きむら みつひろ、1971年2月16日 - ）は、香川県丸亀市出身の競艇選手。登録番号3568。身長162cm。血液型A型。70期。香川支部所属。同期に濱野谷憲吾、白水勝也、中里優子らがいる。

## 来歴
1992年5月16日、丸亀競艇場でデビュー。
1999年7月15日、若松競艇場での「第4回SGオーシャンカップ競走」にSG初出場。
2004年9月28日、丸亀競艇場の「G1京極賞 まるがめ開設52周年記念」でG1初制覇。
2008年2月17日、平成19年（2007年）度優秀選手表彰式典において最多勝利選手（年間137勝）を受賞。同年10月13日、丸亀競艇場での「第55回SG全日本選手権競走」でSG初優出で4着。
2010年8月13日、丸亀競艇場での「RNC杯争奪サマーチャンピオンレース」5日目で通算1500勝達成。翌14日に優勝。
2016年4月21日、尼崎競艇場で行われた『ミニボートピア鳥取開設5周年記念鳥取市長杯』2日目7レース、2号艇2コースから差しを決めて通算2000勝を達成。通算104人目の快挙。
2024年11月4日、ボートレース児島で行われた「第6回児島商工会議所会頭賞」4日目9Rで1着となり、史上45人目となる通算2500勝を8398走目で達成した。

## 獲得タイトル

### G1
- 2004年9月28日、丸亀競艇場の『G1京極賞 開設52周年記念』。
- 2004年10月7日、桐生競艇場の『G1桐生モーターボート大賞』。
- 2009年1月18日、唐津競艇場の『G1全日本王者決定戦』。

## 人物・エピソード
父は全国を公演して回る旅芸人で、1カ月に数日しか顔を合わせられず、母も心身共に虚弱で家事や育児がほとんどできなかったため、小学校3年から中学3年までを両親と離れて丸亀市の児童養護施設「県立亀山学園」で過ごす。中学を経て、香川県立丸亀高等学校通信制に入学。高校在籍中、当時住み込みで板前の修業をしていた同僚と一緒に競艇場へ行ったことがきっかけで競艇選手を志すようになり、周囲の支援も受けながら学業とトレーニングを両立させ、高校も無事卒業。本栖訓練所には5回目で合格した。
妻は同支部の西村美智子。